# پاسکال تورون
پاسکال تورون (فرانسوی: Pascal Touron‎؛ زادهٔ ۲۲ مهٔ ۱۹۷۳) قایقران روئینگ اهل فرانسه است.